# رينغز أوف باور
رينغز أوف باور (بالإنجليزية: Rings of Power)‏، هي لعبة فيديو أمريكية من نوع تقمص الأدوار، وهي من تطوير ستوديو نوتي دوغ، ومن نشر إلكترونيك آرتس، صدرت اللعبة في الأسواق سنة 1991، وتعمل حصراً لمنصة ميجا درايف.